# Katherine McCall Anderson
Katherine Edith McCall Anderson RRC & Bar (5 de enero de 1866 - 7 de abril de 1924) fue una importante matrona civil y militar, que recibió el premio de la Cruz Roja Real (RRC) por su servicio en la Segunda Guerra de los Bóers y el RRC Bar por su servicio en la Primera Guerra Mundial.

## Primeros años de vida
Katherine McCall Anderson nació en Glasgow el 5 de enero de 1866, la hija mayor de los ocho hijos de Sir Thomas McCall Anderson (1836-1908) y su esposa Margaret (de soltera Richardson). 

## Carrera de enfermera civil
Anderson trabajó como enfermera de planta y luego como enfermera en el Hospital Real de Dundee, tras su formación allí (1887-1890).  Trabajó como matrona adjunta del Hospital St George de Londres (1903-1906), luego matrona en el Royal Victoria Infirmary de Newcastle (1906-1907) y matrona designada del Hospital St. George de Londres (1907-1914).

## Carrera militar y posteriormente de enfermería
Anderson sirvió en la Reserva de Enfermería del Ejército de la Princesa Christian en Bloemfontein durante la Segunda Guerra de los Bóers y fue mencionado en despachos en 1901, siendo posteriormente galardonado con el premio de la Cruz Roja Real (RRC).  A su regreso al Reino Unido mantuvo vínculos con los servicios de enfermería de reserva militar. En 1908 fue invitada a unirse al comité asesor nacional del Ministerio de Guerra para el recién formado Servicio de Enfermería de la Fuerza Territorial (TFNS).  En 1910, fue elegida para el comité de la Ciudad y el Condado de Londres.  Anderson participó activamente en la Asociación de Ambulancias de San Juan y al estallar la Primera Guerra Mundial fue designada matrona del Hospital Lady Hardinge (para soldados indios enfermos y heridos) en Brockenhurst, Hampshire.  Las hermanas contratadas para trabajar para Anderson fueron elegidas porque podían hablar indostánico.  En 1916, el hospital pasó a manos del Cuerpo Médico de Nueva Zelanda. En este punto, Anderson se unió al Servicio de Enfermería Imperial de la Reina Alejandra (Reserva) (QAIMNS(R)), donde se formó como matrona militar en el Hospital Militar de la Reina Alejandra en Londres, tras lo cual fue enviada al Hospital Militar de Bagthorpe, en Nottingham, como matrona. 
Renunció al servicio de enfermería militar en 1919 y regresó a Glasgow.  Murió a los 58 años el 7 de abril de 1924 y fue enterrada en la Necrópolis de Glasgow. 

## Honores y premios
- 1901 Cruz Roja Real para el servicio de enfermería en Sudáfrica [3]
- Barra de la Cruz Roja Real de 1919 [6]